# Barbouze
Barbouze, palabra del argot francés procedente de las palabras barbe  («barba») o barbu («barbudo»), designa a los integrantes de un grupo no oficial de agentes o personas ligadas a la Dirección General de la Seguridad Exterior (DGSE) francesa encargados de auxiliar a las fuerzas oficiales en su lucha contra movimientos violentos o subversivos y especialmente contra la organización clandestina OAS a principios de los años 60.

## Historia
El nombre algo despectivo de barbouzes lo empleó por primera vez la OAS para designar a los trescientos hombres que, bajo el paraguas de una organización llamada Movimiento para la Cooperación (MPC), realizaban el trabajo sucio contra la subversión apoyando a las fuerzas de seguridad oficiales.
Fue creada en noviembre de 1961 por el abogado Pierre Lemarchand —antiguo miembro de la Resistencia y antiguo responsable del Rassemblement du Peuple Français (RPF), el partido gaullista, en la región del Sena— en colaboración con el entonces ministro del Interior de Francia Roger Frey y el adjunto Alexandre Sanguinetti.
El comité dirigente de esta red lo integrarán Charly Bonardi, Youssef Benhoura, su cuñado Nouar, y el padre Badin. El jefe será Barthélémy Rossello.
Pierre Lemarchand se pondrá en Argel a la cabeza de estos trescientos hombres encargados de luchar contra la OAS.
Roger Frey, ministro del interior, negaría la existencia del grupo el 7 de mayo de 1966, durante una intervención parlamentaria:
Afirmo solemnemente, de una vez por todas, que en Francia no hay policías paralelas y que deben cesar esas calumnias odiosas, esos bulos deshonrosos, esas historias de barbouzes que ya ni siquiera tienen el mérito de ser divertidas.
El país debe saber que en Francia sólo existen las fuerzas regulares de la Seguridad Nacional, la prefectura de Policía y la Gendarmería Nacional.
En 2021 estalla el caso de los barbouzes de la DGSE.